# 750
Năm 750 là một năm trong lịch Julius.

## Sự kiện
- Bắt đầu thời kỳ của nhà Abbas